# Keith Acton
Keith Edward Acton (Stouffville, Ontario, Kanada,  1958. április 15. –) profi jégkorongozó.

## Karrier
Komolyabb junior karrierjét az OMJHL-ben a Peterborough Petesben kezdte 1975-ben és 1978-ig játszott a csapatban. Az 1978-as NHL-amatőr drafton a Montréal választotta ki a hatodik kör 103. helyen. Az AHL-ben a Nova Scotia Voyageurs kezdte felnőtt karrierjét. A következő idényben bemutatkozott az National Hockey League-ben a Montréal Canadiens színeiben két mérkőzésen és gyorsan visszaküldték a Nova Scotia Voyageursbe. 1981 és 1983 között volt a Montréal teljesértékű játékosa volt. Az 1983–1984-es szezon közben került a Minnesota North Starshoz ahol 1988-ig játszott. Az 1987–1988-as szezon közben az Edmonton Oilershez került, ahol Stanley-kupát nyert. Az 1988–1989-es szezon során átkerült a Philadelphia Flyershez, ahol öt idényt töltött. 1993-ban a Washington Capitalshoz került hat mérkőzésre majd a New York Islanders elvitte. 1994-ben az AHL-es Hershey Bearsből vonult vissza.

## Karrier statisztika
| 1974–1975         | Wexford Raiders       | OPJHL             | 43   | 23  | 29  | 52  | 46   | —  | —  | —  | —  | —  |
| 1975–1976         | Peterborough Petes    | OMJHL             | 35   | 9   | 17  | 26  | 30   | —  | —  | —  | —  | —  |
| 1976–1977         | Peterborough Petes    | OMJHL             | 65   | 52  | 69  | 121 | 93   | 4  | 1  | 4  | 5  | 6  |
| 1977–1978         | Peterborough Petes    | OMJHL             | 68   | 42  | 86  | 128 | 52   | 21 | 10 | 8  | 18 | 16 |
| 1977–1978         | Peterborough Petes    | M-kupa            | —    | —   | —   | —   | —    | 3  | 0  | 1  | 1  | 0  |
| 1978–1979         | Nova Scotia Voyageurs | AHL               | 79   | 15  | 26  | 41  | 22   | 10 | 4  | 2  | 6  | 4  |
| 1979–1980         | Montréal Canadiens    | NHL               | 2    | 0   | 1   | 1   | 0    | —  | —  | —  | —  | —  |
| 1979–1980         | Nova Scotia Voyageurs | AHL               | 75   | 45  | 53  | 98  | 38   | 6  | 1  | 2  | 3  | 8  |
| 1980–1981         | Montréal Canadiens    | NHL               | 61   | 15  | 24  | 39  | 74   | 2  | 0  | 0  | 0  | 6  |
| 1981–1982         | Montréal Canadiens    | NHL               | 78   | 36  | 52  | 88  | 88   | 5  | 0  | 4  | 4  | 16 |
| 1982–1983         | Montréal Canadiens    | NHL               | 78   | 24  | 26  | 50  | 63   | 3  | 0  | 0  | 0  | 0  |
| 1983–1984         | Montréal Canadiens    | NHL               | 9    | 3   | 7   | 10  | 4    | —  | —  | —  | —  | —  |
| 1983–1984         | Minnesota North Stars | NHL               | 62   | 17  | 38  | 55  | 60   | 15 | 4  | 7  | 11 | 12 |
| 1984–1985         | Minnesota North Stars | NHL               | 78   | 20  | 38  | 58  | 90   | 9  | 4  | 4  | 8  | 6  |
| 1985–1986         | Minnesota North Stars | NHL               | 79   | 26  | 32  | 58  | 100  | 5  | 0  | 3  | 3  | 6  |
| 1986–1987         | Minnesota North Stars | NHL               | 78   | 16  | 29  | 45  | 56   | —  | —  | —  | —  | —  |
| 1987–1988         | Minnesota North Stars | NHL               | 46   | 8   | 11  | 19  | 74   | —  | —  | —  | —  | —  |
| 1987–1988         | Edmonton Oilers       | NHL               | 26   | 3   | 6   | 9   | 21   | 7  | 2  | 0  | 2  | 16 |
| 1988–1989         | Edmonton Oilers       | NHL               | 46   | 11  | 15  | 26  | 47   | —  | —  | —  | —  | —  |
| 1988–1989         | Philadelphia Flyers   | NHL               | 25   | 3   | 10  | 13  | 64   | 16 | 2  | 3  | 5  | 18 |
| 1989–1990         | Philadelphia Flyers   | NHL               | 69   | 13  | 14  | 27  | 80   | —  | —  | —  | —  | —  |
| 1990–1991         | Philadelphia Flyers   | NHL               | 76   | 14  | 23  | 37  | 131  | —  | —  | —  | —  | —  |
| 1991–1992         | Philadelphia Flyers   | NHL               | 50   | 7   | 10  | 17  | 98   | —  | —  | —  | —  | —  |
| 1992–1993         | Philadelphia Flyers   | NHL               | 83   | 8   | 15  | 23  | 51   | —  | —  | —  | —  | —  |
| 1993–1994         | Washington Capitals   | NHL               | 6    | 0   | 0   | 0   | 21   | —  | —  | —  | —  | —  |
| 1993–1994         | New York Islanders    | NHL               | 71   | 2   | 7   | 9   | 50   | 4  | 0  | 0  | 0  | 8  |
| 1994–1995         | Hershey Bears         | AHL               | 12   | 5   | 7   | 12  | 58   | —  | —  | —  | —  | —  |
| NHL összesített   | NHL összesített       | NHL összesített   | 1023 | 226 | 358 | 584 | 1172 | 66 | 12 | 21 | 33 | 88 |
| OMJHL összesített | OMJHL összesített     | OMJHL összesített | 168  | 103 | 172 | 275 | 175  | 25 | 11 | 12 | 23 | 22 |
| AHL összesített   | AHL összesített       | AHL összesített   | 166  | 65  | 86  | 151 | 118  | 16 | 5  | 4  | 9  | 12 |

## Díjai
- AHL Második All-Star Csapat: 1980
- NHL All-Star Gála: 1982
- Stanley-kupa: 1988